# Anomala crassa
Anomala crassa är en skalbaggsart som beskrevs av Lansberge 1879. Anomala crassa ingår i släktet Anomala och familjen Rutelidae. Inga underarter finns listade i Catalogue of Life.